# Droga regionalna P14 (Ukraina)
Droga regionalna P14 (R14) − droga regionalna na Ukrainie, łącząca Dolsk na granicy białorusko-ukraińskiej (gdzie łączy się z białoruską drogą P144 (R144)) z Łuckiem. Przechodzi przez teren obwodu wołyńskiego. Ma ogólną długość 154,1 km.

## Ważniejsze miejscowości na drodze
- Dolsk
- Lubieszów
- Maniewicze
- Kołki
- Kiwerce
- Łuck